# Otto Jahn
Otto Jahn (Kiel, Slesvig-Holstein, 16 de juny de 1813 – Göttingen, Baixa Saxònia, 9 de setembre de 1869), fou un arqueòleg, filòleg, compositor, crític musical i escriptor alemany.
Es dedicà primerament a Kiel i després a Leipzig, i des de 1833 a Berlín, als estudis de filologia i arqueologia, havent tingut per professors, respectivament a Nitzsch, Hermann, Lachmann i Gerhard. Un viatge per França i Itàlia (1836-39) i una llarga estada a Roma, el portaren a l'estudi de les inscripcions llatines. El 1839 s'establí a Kiel, i el 1842 marxà a Greifswald com a professor extraordinari d'arqueologia i filologia, on fou professor numerari el 1845. Cridat el 1847 a Leipzig per a la càtedra d'arqueologia, allà hi fundà la Societat d'Antiguitats i aconseguí la direcció del Museu Arqueològic de la mateixa ciutat. El 1851 perdé la seva plaça per haver pres part en el moviment nacional de 1848-49. El 1855 fou nomenat professor d'arqueologia de Bonn i director del Museu D'Art Acadèmic de la mateixa capital i el 1867 se'l designà per a ocupar el lloc de Gerhard a Berlín, però el sorprengué la mort abans que pogués prendre possessió del nou càrrec.
Entre els seus nombrosos treballs sobre arqueologia, que marcaren una nova era en aquest ram de la ciència, per la seva fina crítica i el gran sentiment artístic que estava dotat, destaquen: 
- Telephos und Troilos (Kiel, 1841);
- Die Gemälde des Polygnot (Kiel, 1841);
- Pentheus und die Mänaden (Kiel, 1842);
- Paris und Oinone (Greifswald, 1845);
- Peitho, die Göttin der Uebersedung (Kiel, 1846);
- Ueber einige Darstellungen des Parisurteils (Leipzig, 1849);
- Die Ficoronische Cista (Leipzig, 1852);
- Beschreibung der Vasensammlung des Königs Ludwig (Múnic, 1854);
- Die Wandgemälde des Columbariums in der Villa Pamfili (Múnic, 1857);
- Der Tod der Sophonisbe (Bonn, 1859);
- Ueber bemalte Vasen mit Goldschmuch (Zúric, 1865);
- Die Lauersforter Phalerä erlaätert (Bonn, 1866);
- Ueber Darstellungen des Handwerks und Handelsverkehrs (Zuric, 1868), etc.

Com a treballs filològico-crítics s'anomenen les edicions que va fer de:
- Persius (Aule Persi Flac) (Leipzig, 1843);
- Censorinus (Berlín, 1845);
- Florus (Luci Anneu Flor) (Leipzig, 1852), etc.
- Pausanie descriptiu arcis atheniensis (Bonn, 1860);
- del Brutus i de l'Orator, de Ciceró; de Juvenal (Berlín, 1851);
- del Psyche et Cupido, de Luci Apuleu, etc.

Entre els seus escrits de circumstàncies cal citar els seus discursos sobre Winckelmann (Greifswald, 1844) i sobre Johann Gottfried Jakob Hermann (Leipzig, 1849), com també les seves obres Die Bedeutung und Stellung der Altertumsstudien in Deutschland (Berlín, 1859), Eduard Gerhard, eine Lebensskizze (Berlín, 1868), i Ausder Altertumswissenschaft (Bonn, 1868).
Constitueix una important contribució a la història de la literatura alemanya el seu tractat Ueber Goethes Iphigenia (Greifswald, 1843); l'edició de les cartes de Goethe als seus amics de Leipzig, Goethes Briefe an Leipziger Freunde (Leipzig, 1849), i altres del mateix autor, així com l'escrit Ludwig Uhland (Bonn, 1863)).
Com a resultat dels seus estudis de crítica musical són dignes de menció els seus escrits Ueber Mendelsohns Oratorium Paulus (Kiel, 1842); Gesammelte Aufsätze über Musik (Kiel, 1866), i, sobretot, la seva magnífica biografia de Mozart (4 vol., 1856-59), llibre clàssic per excel·lència, no sols pel seu mèrit intrínsec, sinó també des del punt de vista de l'evolució de la literatura musical, perquè en ell s'hi troben per primera vegada els recursos del mètode crític-filològic adaptats a l'estudi històric de la música.
També deixà una edició crítica del Fidelio de Beethoven, i algunes composicions originals no mancades d'interès. Havia reunit abundants materials per a les biografies de Beethoven i Haydn, que foren aprofitats per Thayer i Pohl i altres crítics i musicòlegs.